# Maestro (televisieprogramma)
Maestro is een Nederlands amusementsprogramma dat sinds november 2012 wordt uitgezonden door AVROTROS. De presentatie van het programma is in handen van Frits Sissing. Het programma is van oorsprong Brits en eigendom van de BBC, maar bestond daar slechts één seizoen. De Nederlandse versie is een productie van Tuvalu Media.

## Programmaformule
Acht bekende Nederlanders (zeven in 2021 en 2023) zonder dirigeerervaring nemen het tegen elkaar op. Er is een jury bestaande uit drie leden en ook de leden van het orkest maken een keuze. Er zijn acht afleveringen waarin telkens een kandidaat afvalt. De eerste aflevering is sinds 2014 een opwarmertje en daarom valt er in die aflevering niemand af. In de finale dient iedere kandidaat het eerste deel van de vijfde symfonie van Ludwig van Beethoven te dirigeren, naast een stuk naar eigen keuze. De winnaar ontvangt een gouden baton. Met deze gouden baton mochten de winnaars van de eerste zes seizoenen eindstuk Stars and Stripes Forever van John Philip Sousa dirigeren. De winnaar van het zevende seizoen mocht met de gouden baton als eindstuk Wilhelm Tell van Rossini dirigeren.
Een ander vast onderdeel in de finale is dat de afgevallen kandidaten de Radetzkymars van Johann Strauss sr. dirigeren op het moment dat de stemmen van de kijkers worden geteld.
Het programma wordt in principe elke twee jaar uitgezonden. Eerst werd het in de even jaren uitgezonden, maar sinds 2017 wordt het in de oneven jaren uitgezonden. Het wordt sinds 2021 in deze jaren ook nog rond de jaarwisseling uitgezonden, in december en januari, met in december een speciale Kerstaflevering, waarin kerstmuziek wordt gedirigeerd.
De kandidaten werden in 2012 en 2014 begeleid door het orkest Holland Symfonia dat vanaf 2014 Het Balletorkest heet. De Concertmeester van dit orkest was in het eerste seizoen Tinta Schmidt von Altenstadt. Sinds 2016 worden ze door het Orkest van het Oosten begeleid, met als concertmeester Carla Leurs.  In 2021 werden ze vanwege de coronapandemie die in 2020 uitbrak en de culturele sector zwaar trof begeleid door een orkest dat bestond uit freelance musici. De afleveringen 4 t/m 7 van dit seizoen moesten bovendien zonder publiek worden uitgezonden vanwege de coronapandemie die op dat moment Nederland voor de derde keer stillegde. Hierdoor was er ook geen publiek toegestaan bij de opnames van deze afleveringen. Ook in 2023 werden de kandidaten door dit "Maestro-orkest" begeleid. Ook was er dat jaar weer publiek in de zaal. 

## Jury
- Otto Tausk, chef-dirigent van het orkest Holland Symfonia, tevens juryvoorzitter. Hij beoordeelde in 2012 en 2014 de kandidaten op hun dirigeerprestaties.
- Vincent de Kort nam in het derde seizoen (2016) de rol van Otto Tausk over.
- Henrik Schaefer nam in het zesde seizoen (2021) de rol van Vincent de Kort over.
  - Op 19 december 2021 werd het voorzitterschap waargenomen door operazangeres Miranda van Kralingen.
- Ed Spanjaard nam in het zevende seizoen de rol van Henrik Schaefer over.
- Isabelle van Keulen, violiste. Zij beoordeelt de kandidaten vanuit haar perspectief als soliste.
  - Op 21 februari 2016 kon Isabelle van Keulen wegens een drukke agenda niet jureren. Haar taak werd op deze datum eenmalig waargenomen door operazangeres Tania Kross.
  - Ook op 24 december 2023 kon Isabelle van Keulen niet jureren. Zij werd op die datum eenmalig waargenomen door operazangeres Francis van Broekhuizen.
- Dominic Seldis, contrabassist. Hij beoordeelt de kandidaten vanuit zijn expertise als orkestlid. Het jureren is hem bekend. Hij was ook jurylid bij het gelijknamige Engelse televisieprogramma van de BBC.

## Seizoensoverzicht
| Seizoen | Uitzendtijden           | Aantal afleveringen | Start seizoen   | Start seizoen | Einde seizoen    | Einde seizoen | Gemiddelde kijkcijfers |
| Seizoen | Uitzendtijden           | Aantal afleveringen | Datum           | Kijkcijfers   | Datum            | Kijkcijfers   | Gemiddelde kijkcijfers |
| ------- | ----------------------- | ------------------- | --------------- | ------------- | ---------------- | ------------- | ---------------------- |
| 1       | donderdag 20:30 – 21:30 | 8                   | 8 november 2012 | 881.000       | 27 december 2012 | 1.573.000     | n.n.b.                 |
| 2       | donderdag 20:30 – 21:30 | 8                   | 30 oktober 2014 | 1.258.000     | 18 december 2014 | 1.325.000     | 1.197.375              |
| 3       | zondag 20:30 – 21:30    | 8                   | 17 januari 2016 | 1.932.000     | 6 maart 2016     | 1.853.000     | 1.776.000              |
| 4       | zondag 20:30 – 21:30    | 8                   | 29 oktober 2017 | 1.478.000     | 17 december 2017 | 2.319.000     | 2.039.875              |
| 5       | zondag 20:30 – 21:30    | 8                   | 27 oktober 2019 | 1.659.000     | 15 december 2019 | 1.984.000     | 1.786.750              |
| 6       | zondag 20:30 – 21:30    | 7                   | 5 december 2021 | 1.333.000     | 16 januari 2022  | 2.021.000     | 1.641.429              |
| 7       | zondag 20:30 – 21:30    | 7                   | 3 december 2023 | 1.779.000     | 21 januari 2024  | 2.017.000     | 1.741.286              |

## Seizoen 2012
Het eerste seizoen werd uitgezonden door de AVRO, van 8 november tot en met 27 december 2012.

### Deelnemers
In het eerste seizoen deden acht kandidaten mee. De finale werd gewonnen door Lenette van Dongen. Hieronder volgt een overzicht van het spelverloop.
De kandidaten werden onderverdeeld in twee groepen die werden gecoacht door twee ervaren vakmensen. Micha Hamel (Nederlands componist, dirigent en dichter) nam Catherine Keyl, Michiel Romeyn en Kleine Viezerik onder zijn hoede. Henrik Schaefer (chef-dirigent van Wermland Opera in Zweden en eerste gastdirigent van het Hiroshima symfonieorkest in Japan) begeleidde Lenette van Dongen, Tanja Jess, Wolter Kroes en Joep Sertons tijdens dit seizoen.

### Resultaten
| Positie | Naam               | Aflevering | Aflevering | Aflevering | Aflevering | Aflevering | Aflevering | Aflevering | Aflevering |
| Positie | Naam               | 1          | 2          | 3          | 4          | 5          | 6          | 7          | 8          |
| ------- | ------------------ | ---------- | ---------- | ---------- | ---------- | ---------- | ---------- | ---------- | ---------- |
| 1       | Lenette van Dongen |            |            |            | †          |            |            | **         | 116        |
| 2       | Tanja Jess         |            |            |            |            |            |            |            | 97         |
| 3       | Kleine Viezerik    |            |            |            |            | †          |            |            |            |
| 4       | Wolter Kroes       |            |            | †          |            | †          |            |            |            |
| 5       | Michiel Romeyn     | †          | †          |            | †          |            |            |            |            |
| 6       | Catherine Keyl     |            |            | †          |            |            |            |            |            |
| 7       | Joep Sertons       |            | †          |            |            |            |            |            |            |
| 8       | Brecht van Hulten  | †          |            |            |            |            |            |            |            |

Legenda:
 Kandidaat is nog in het spel.
 Kandidaat is afgevallen.
** Rechtstreeks door naar de finale

### Afleveringen
Aflevering een en twee hadden beide de titel "Geschiedenis van de klassieke muziek". Hierin werden acht stukken uitgevoerd. In de eerste aflevering waren dit de Bolero van  Maurice Ravel door Lenette van Dongen en Wolter Kroes; An der schönen blauen Donau van Johann Strauss jr. door Michiel Romeyn en Tanja Jess; de Ridderdans uit Romeo en Julia van  Sergej Prokofjev door Brecht van Hulten en Joep Sertons, en de ouverture tot Carmen van Georges Bizet door Catherine Keyl en Kleine Viezerik.
Brecht van Hulten moest de eerste aflevering het spel verlaten, zij zat samen met Michiel Romeyn in de gevarenzone.
In de tweede aflevering dirigeerde Wolter Kroes de ouverture tot Wilhelm Tell van Gioacchino Rossini; Kleine Viezerik kreeg Morgenstimmung uit de Peer Gyntsuite van Edvard Grieg toegewezen; Lenette van Dongen deed de Dans nr. 5 van Johannes Brahms; Catherine Keyl deed de Second Waltz van Dmitri Sjostakovitsj, ook bekend van violist André Rieu; Joep Sertons dirigeerde de ouverture tot Le Nozze di Figaro van Wolfgang Amadeus Mozart; de Sabeldans uit Gayaneh van Aram Chatsjatoerjan werd door Tanja Jess gedirigeerd en Michiel Romeyn dirigeerde In de hal van de Bergkoning van Edvard Grieg.
Joep Sertons werd door het orkest weggestemd. Hij had samen met Michiel Romeyn de minste punten.
Beroemde filmmuziek stond centraal in de derde aflevering. Hiervoor kregen de kandidaten achtergronden van Leopold Witte zowel over de inleving als over expertise in filmmuziek.
De themamuziek uit Star Wars, gecomponeerd door John Williams, werd door Tanja Jess gedirigeerd; de titelsong uit Soldaat van Oranje van Rogier van Otterloo door Kleine Viezerik; Catherine Keyl dirigeerde Also sprach Zarathustra uit 2001: A Space Odyssey van Richard Strauss; het Love Theme uit The Godfather van Nino Rota werd door Michiel Romeyn gedirigeerd. Lenette van Dongen dirigeerde Schindler's List (eveneens van John Williams) en Wolter Kroes deed de Walkürenrit uit Apocalypse Now van Wagner.
In deze aflevering belandden Catherine Keyl en Wolter Kroes in de gevarenzone. Eerstgenoemde werd eruit gestemd.
In de vierde aflevering moest ook een koor gedirigeerd worden. Michiel Romeyn kreeg O Fortuna uit Carmina Burana van Carl Orff; Tanja Jess dirigeerde Lacrimosa uit het Requiem van Wolfgang Amadeus Mozart. Het Slavenkoor uit Nabucco van Giuseppe Verdi werd toegewezen aan Wolter Kroes; Ode an die Freude uit Symfonie nr. 9 van Ludwig van Beethoven werd onder leiding van Lenette van Dongen ten gehore gebracht. Kleine Viezerik dirigeerde Dies Irae uit de Messa da Requiem van Giuseppe Verdi.
Michiel Romeyn werd weggestemd door het orkest. Lenette van Dongen, die ook in de gevarenzone zat, mocht blijven.
In de vijfde aflevering dirigeerden de overgebleven kandidaten twee muziekstukken. Zij werden bij een van die stukken begeleid door een solist, te weten bandoneonist Carel Kraayenhof of violiste Simone Lamsma.
Wolter Kroes dirigeerde Libertango van Ástor Piazzolla met Carel Kraayenhof en Ouverture 1812 van Tsjaikovski. De Nacht op de Kale Berg van  Moessorgski en Adiós Nonino van Ástor Piazzolla met Carel Kraayenhof werden door Kleine Viezerik geregisseerd. Tanja Jess dirigeerde de Csárdás van Vittorio Monti met Simone Lamsma en Danse Infernale uit De vuurvogel van Stravinsky. Gedirigeerd door Lenette van Dongen werden Symfonie nr. 9 Uit de nieuwe wereld van Dvořák en Zigeunerweisen van Pablo de Sarasate met Simone Lamsma.
Wolter Kroes werd weggestemd. Hij zat samen met Kleine Viezerik in de gevarenzone.
Het thema van de zesde aflevering was "Van Broadway tot Hollywood". De kandidaten werden in een van de twee stukken begeleid door een vocalist te weten Pearl Jozefzoon, Joke de Kruijf of Wouter Hamel. Het combo van Cor Bakker was voor deze aflevering toegevoegd aan het orkest.
Kleine Viezerik begon met Goldfinger uit de gelijknamige James Bondfilm van John Barry met Pearl Jozefzoon en dirigeerde later in de uitzending het thema van The Phantom of the Opera van Andrew Lloyd Webber. Lenette van Dongen waagde zich aan Jesus Christ Superstar en aan Denk aan mij uit The Phantom of the Opera met Joke de Kruijf; beide stukken zijn eveneens gecomponeerd door Webber. Tanja Jess deed Summertime uit Porgy and Bess van George Gershwin met Wouter Hamel en Mambo uit West Side Story van Leonard Bernstein.
In deze aflevering viel niemand af. Lenette daarentegen ging rechtstreeks door naar de finale.
In de zevende aflevering stond de opera centraal. De overgebleven drie kandidaten dirigeerden ieder twee muziekstukken: een aria gezongen door mezzosopraan Tania Kross en een ouverture.
Lenette van Dongen dirigeerde alleen een aria, aangezien zij al door was naar de finale – dit was Che faro senza Euridice uit Orfeo ed Euridice van Christoph Willibald von Gluck met Tania Kross. Tanja Jess dirigeerde de Habanera uit Carmen van Georges Bizet met Tania Kross, alsmede de ouverture tot Die Fledermaus van Johann Strauss jr.. O mio babbino caro uit Gianni Schicchi van Giacomo Puccini met Tania Kross werd door Kleine Viezerik gedirigeerd, evenals de ouverture tot De barbier van Sevilla van Gioacchino Rossini.
Tanja Jess ging met 72% van de stemmen van het orkest door naar de finale.
Voorafgaand aan de achtste aflevering (tevens finale) waren de finalisten naar Chicago vertrokken voor een masterclass.
Tanja Jess regisseerde Land of Hope and Glory uit de Pomp and Circumstance Marche nr. 1 van Edward Elgar en de vijfde symfonie van Ludwig van Beethoven. Dit muziekstuk werd ook door Lenette van Dongen gedirigeerd en daarnaast An der schönen blauen Donau van Johann Strauss jr..
Lenette van Dongen kreeg van de jury 57 punten, Tanja Jess 56. De televisiekijkers mochten ook stemmen. In afwachting van deze stemmen dirigeerden de afgevallen kandidaten Catherine Keyl, Wolter Kroes, Michiel Romeyn, Joep Sertons en Kleine Viezerik in estafette de Radetzkymars van Johann Strauss sr.

### Winnares
De kijkers kozen met 59% van de stemmen voor Lenette – 41% van de stemmen ging naar Tanja. Deze stempercentages werden opgeteld bij de jurypunten. Met 57+59=116 punten won Lenette van Dongen de gouden baton.

## Seizoen 2014
Het tweede seizoen liep van 30 oktober tot en met 18 december 2014, ditmaal uitgezonden door de AVROTROS, op NPO 1.

### Deelnemers
In 2014 namen de volgende kandidaten deel aan het programma:
- Carlo Boszhard
- Marlies Dekkers
- Frans Duijts
- Oscar Hammerstein
- Sylvana Simons
- Susan Smit
- Spike
- Lucille Werner

### Resultaten
| Positie | Naam              | Aflevering | Aflevering | Aflevering | Aflevering | Aflevering | Aflevering | Aflevering | Aflevering |
| Positie | Naam              | 1          | 2          | 3          | 4          | 5          | 6          | 7          | 8          |
| ------- | ----------------- | ---------- | ---------- | ---------- | ---------- | ---------- | ---------- | ---------- | ---------- |
| 1       | Spike             | 20         | 19         |            |            |            |            |            | 114        |
| 2       | Carlo Boszhard    | 24         | 27         |            |            |            |            |            | 94         |
| 3       | Marlies Dekkers   | 22         | 22         |            |            |            |            |            |            |
| 4       | Lucille Werner    | 21         | 22         |            |            |            |            |            |            |
| 5       | Oscar Hammerstein | 21         | 14         |            |            |            |            |            |            |
| 6       | Sylvana Simons    | 19         | 16         |            |            |            |            |            |            |
| 7       | Frans Duijts      | 16         | 16         |            |            |            |            |            |            |
| 8       | Susan Smit        | 15         |            |            |            |            |            |            |            |

### Thema's
De acht afleveringen hadden de volgende thema's:
1. Vuurdoop
2. Basistechniek
3. Actie en reactie
4. Emotie in filmmuziek
5. Koor en symfonisch vuurwerk
6. Soul en musical
7. Technische uitdaging en eigen keuze
8. De finale

### Winnaar
Spike werd de winnaar van Maestro 2014.

## Seizoen 2016
Op 17 januari 2016 startte het derde seizoen. De finale was op 6 maart 2016

### Deelnemers
In 2016 namen de volgende kandidaten deel aan het programma:
- Karin Bloemen
- Daan Boom
- Aaf Brandt Corstius
- Ferry Doedens
- René Froger
- Leona Philippo
- Marlou van Rhijn
- Patrick Stoof

### Resultaten
| Positie | Naam                | Aflevering | Aflevering | Aflevering | Aflevering | Aflevering | Aflevering | Aflevering | Aflevering |
| Positie | Naam                | 1          | 2          | 3          | 4          | 5          | 6          | 7          | 8          |
| ------- | ------------------- | ---------- | ---------- | ---------- | ---------- | ---------- | ---------- | ---------- | ---------- |
| 1       | Leona Philippo      |            |            |            |            |            |            |            | 153        |
| 2       | Daan Boom           |            |            |            |            |            |            |            | 92         |
| 3       | Karin Bloemen       |            |            |            |            |            |            |            |            |
| 4       | René Froger         |            |            |            |            |            |            |            |            |
| 5       | Aaf Brandt Corstius |            |            |            |            |            |            |            |            |
| 6       | Marlou van Rhijn    |            |            |            |            |            |            |            |            |
| 7       | Ferry Doedens       |            |            |            |            |            |            |            |            |
| 8       | Patrick Stoof       |            |            |            |            |            |            |            |            |

Legenda:
 Kandidaat is nog in het spel.
 Kandidaat is afgevallen.

### Winnares
Winnares van Maestro 2016 werd Leona Philippo.

## Seizoen 2017
Met seizoen vier vond voor het eerst een seizoen plaats zonder een jaar over te slaan. Acht afleveringen werden wekelijks uitgezonden vanaf zondag 29 oktober 2017, met de finale op zondag 17 december 2017. De opnamen vonden plaats in de Philharmonie Haarlem.

### Deelnemers
In 2017 deden de volgende kandidaten mee.
- Remy Bonjasky
- Ruud Feltkamp
- Janny van der Heijden
- Hadewych Minis
- Patricia Paay
- Dave von Raven
- Waldemar Torenstra
- Maartje van de Wetering

### Resultaten
| Positie | Naam                    | Aflevering | Aflevering | Aflevering | Aflevering | Aflevering | Aflevering | Aflevering | Aflevering      |
| Positie | Naam                    | 1          | 2          | 3          | 4          | 5          | 6          | 7          | 8 *             |
| ------- | ----------------------- | ---------- | ---------- | ---------- | ---------- | ---------- | ---------- | ---------- | --------------- |
| 1       | Maartje van de Wetering | 23         | 20         | 30         | 24         | 54         | 54         | 55†        | J59+O18+P61=138 |
| 2       | Hadewych Minis          | 21         | 26         | 26         | 18†        | 57         | 54         | 59         | J55+O17+P39=111 |
| 3       | Dave von Raven          | 11†        | 19         | 24         | 19         | 42†        | 52         | 40†        |                 |
| 4       | Ruud Feltkamp           | 18         | 21         | 18†        | 22         | 39†        |            |            |                 |
| 5       | Waldemar Torenstra      | 14         | 20         | 21         | 12†        |            |            |            |                 |
| 6       | Remy Bonjasky           | 17         | 18†        | 11†        |            |            |            |            |                 |
| 7       | Patricia Paay           | 13         | 14†        |            |            |            |            |            |                 |
| 8       | Janny van der Heijden   | 10†        |            |            |            |            |            |            |                 |

Legenda:
 Kandidaat is nog in het spel.
 Kandidaat is afgevallen.
† Kandidaat stond in de gevarenzone.
*J=jury, O=orkest, P=publiek

### Afleveringen
Aflevering één was getiteld "De vuurdoop". De kandidaten kregen bladmuziek en baton, bereidden zich zelfstandig voor, en werden zonder begeleiding voor het orkest gezet. Zij dirigeerden achtereenvolgens: Hongaarse dans nr. 5 van Brahms (Waldemar Torenstra), Cancan uit de opera Orphée aux enfers van Offenbach (Maartje van de Wetering), Tico Tico van Zequinha de Abreu (Dave von Raven), The Second Waltz van Sjostakovitsj (Hadewych Minis), de Sabeldans van Chatsjatoerjan (Remy Bonjasky), thema uit Het zwanenmeer van Tsjaikovski (Janny van der Heijden), Bolero van Ravel (Ruud Feltkamp) en Trepak uit De notenkraker van Tsjaikovski (Patricia Paay).
Aflevering twee: "Basistechniek". De kandidaten kregen hun eerste coaching. Zij dirigeerden achtereenvolgens: de Comedians' Galop van Kabalevski (Hadewych Minis), In de hal van de Bergkoning uit de Peer Gyntsuite van Grieg (Waldemar Torenstra), de Canon van Pachelbel (Patricia Paay), het Adagio uit Spartacus (thema van The Onedin Line) van Chatsjatoerjan (Ruud Feltkamp), de Ouverture tot Die Fledermaus van Johann Strauss jr. (Maartje van de Wetering), de Ouverture tot Der Freischütz van Weber (Remy Bonjasky) en de Finale van de ouverture tot Wilhelm Tell van Rossini (Dave von Raven).
Aflevering drie: "Filmmuziek". De kandidaten kregen de opdracht, zo goed mogelijk hun emoties over te brengen. Zij dirigeerden achtereenvolgens: Sunrise uit Also sprach Zarathustra (thema van 2001: A Space Odyssey) van Richard Strauss (Hadewych Minis), thema uit Love Story van Francis Lai (Remy Bonjasky), thema uit Jaws van John Williams (Dave von Raven), muziek uit Looney Tunes van Cliff Friend en Dave Franklin (Maartje van de Wetering), thema uit Forrest Gump van Alan Silvestri (Ruud Feltkamp) en The Imperial March uit Star Wars van John Williams (Waldemar Torenstra).
Aflevering vier: "Symfonie". Maartje van de Wetering dirigeerde "Uit de nieuwe wereld" van Antonín Dvořák. Waldemar Torenstra dirigeerde de 40e symfonie van Wolfgang Amadeus Mozart. Ruud Feltkamp dirigeerde de Symphonie fantastique van Hector Berlioz. Hadewych Minis dirigeerde de derde symfonie van Johannes Brahms. Dave von Raven dirigeerde de Italiaanse symfonie van Felix Mendelssohn Bartholdy.
Aflevering vijf: "Opera". Iedere kandidaat dirigeerde twee stukken, een met koor en een met solisten. Maartje van de Wetering dirigeerde de Bruiloftsmars uit Lohengrin van Wagner en het Papageno Papagena duet uit Die Zauberflöte van Mozart. Hadewych Minis dirigeerde de Mars van de toreadors uit Carmen van Bizet en Figaro's aria uit De Barbier van Sevilla van Rossini. Dave von Raven dirigeerde het Drinklied uit La traviata van Verdi en Koningin van de Nacht uit Die Zauberflöte van Mozart. Ruud Feltkamp dirigeerde het Slavenkoor uit Nabucco van Verdi en Casta diva uit Norma van Bellini.
Aflevering zes, de eerste halve finale: "Symfonische popmuziek en een medley met zangsolisten". Het Orkest van het Oosten was daartoe aangevuld met het combo van Cor Bakker. Maartje van de Wetering dirigeerde de Bohemian Rhapsody van Queen en een ABBA-medley gezongen door Anouk Maas en Charly Luske. Hadewych Minis dirigeerde Purple Rain van Prince en een Elvis Presley-medley gezongen door George Baker. Dave von Raven dirigeerde Viva la vida van Coldplay en een André Hazes-medley gezongen door Martijn Fischer.
Aflevering zeven, de tweede halve finale: "Pianoconcert en symfonisch vuurwerk". Als solist bij de pianoconcerten trad de Franse pianist Simon Ghraichy op. Hadewych Minis dirigeerde het pianoconcert van Edvard Grieg en de Walkürenritt uit Die Walküre van Richard Wagner (thema van de film Apocalypse Now). Maartje van de Wetering dirigeerde het eerste pianoconcert van Tsjaikovski en De grote poort van Kiev uit Schilderijen van een tentoonstelling van Moessorgski. Dave von Raven dirigeerde Rhapsody in Blue van Gershwin en España van Emmanuel Chabrier.
Aflevering acht – de finale. Beide finalistes dirigeerden de vijfde symfonie van Beethoven en een stuk naar eigen keuze. Voor Hadewych Minis was dat de Danse macabre van Camille Saint-Saëns; Maartje van de Wetering koos voor Mambo uit de West Side Story van Leonard Bernstein. Behalve de jury (J) gaven ook het orkest (O) en het publiek (P) punten.

### Winnares
Winnares van Maestro 2017 werd Maartje van de Wetering. In de finale won zij met 138 tegen 111 punten.

## Seizoen 2019
Het vijfde seizoen van Maestro was vanaf zondagavond 27 oktober 2019 te zien op NPO 1, met de finale op zondag 15 december 2019. De opnamen vonden plaats in de Philharmonie in Haarlem.

### Deelnemers
In 2019 deden de volgende kandidaten mee:
- Ria Bremer
- Tatum Dagelet
- Lange Frans
- Natasja Froger
- Lucas Hamming
- Monic Hendrickx
- Stefano Keizers
- Jörgen Raymann

### Resultaten
| Positie | Naam            | Aflevering | Aflevering | Aflevering | Aflevering | Aflevering | Aflevering | Aflevering | Aflevering      |
| Positie | Naam            | 1          | 2          | 3          | 4          | 5          | 6          | 7          | 8 *             |
| ------- | --------------- | ---------- | ---------- | ---------- | ---------- | ---------- | ---------- | ---------- | --------------- |
| 1       | Lucas Hamming   | 18         | 16         | 23         | 25         | 56         | 50         | +53=103†   | J58+O18+P61=137 |
| 2       | Monic Hendrickx | 13         | 17         | 27         | 29         | 45†        | 47         | +60=107    | J57+O17+P39=113 |
| 3       | Tatum Dagelet   | 18         | 19         | 20†        | 27         | 54         | 53         | +46=99†    |                 |
| 4       | Stefano Keizers | 12         | 10†        | 22         | 20†        | 28†        |            |            |                 |
| 5       | Ria Bremer      | 10†        | 19         | 21         | 23†        |            |            |            |                 |
| 6       | Natasja Froger  | 16         | 15         | 19†        |            |            |            |            |                 |
| 7       | Jörgen Raymann  | 15         | 12†        |            |            |            |            |            |                 |
| 8       | Lange Frans     | 10†        |            |            |            |            |            |            |                 |

Legenda:
 Kandidaat is nog in het spel.
 Kandidaat is afgevallen.
† Kandidaat stond in de gevarenzone.
*J=jury, O=orkest, P=publiek

### Afleveringen
Aflevering één was getiteld "De vuurdoop". De kandidaten kregen bladmuziek en baton, bereidden zich zelfstandig voor, en werden zonder begeleiding voor het orkest gezet. Zij dirigeerden achtereenvolgens: de ouverture tot Carmen van Georges Bizet (Monic Hendrickx), ouverture tot Die Fledermaus van Johann Strauss jr. (Jörgen Raymann), Hongaarse dans nr. 5 van Brahms (Tatum Dagelet), De Moldau van Smetana (Lucas Hamming), Rondo Alla Turca van Wolfgang Amadeus Mozart (Ria Bremer), Danse macabre van Camille Saint-Saëns (Stefano Keizers), thema uit Het zwanenmeer van Tsjaikovski (Natasja Froger) en de Sabeldans uit Gajaneh van Chatsjatoerjan (Lange Frans).
Aflevering twee: "Filmmuziek". De kandidaten kregen de opdracht, zo goed mogelijk hun emoties over te brengen. Zij dirigeerden achtereenvolgens: titelsong uit Soldaat van Oranje van Rogier van Otterloo (Tatum Dagelet), thema uit Pink Panther van Henry Mancini (Monic Hendrickx), thema uit Pirates of the Caribbean van Hans Zimmer (Jörgen Raymann), liefdesthema uit The Godfather van Nino Rota (Ria Bremer), Let It Go uit Frozen (Stefano Keizers), openingsthema uit Star Wars van John Williams (Lucas Hamming) en Soul Bossa Nova van Quincy Jones (Natasja Froger).
Aflevering drie: "Basistechniek". De kandidaten kregen hun eerste coaching. Zij dirigeerden daarmee populaire klassieke meesterwerken, achtereenvolgens: het thema uit De notenkraker van Tsjaikovski (Ria Bremer), de ouverture tot Die Zauberflöte van Mozart (Tatum Dagelet), de wals uit Masquerade van Chatsjatoerjan (Stefano Keizers), Ein Morgen, ein Mittag und ein Abend in Wien van Franz von Suppé (Lucas Hamming), de Hongaarse rapsodie nr. 2 van Liszt (Natasja Froger) en de Air uit de derde orkestsuite van Bach (Monic Hendrickx).
Aflevering vier: "Eurovisiesongfestival". De kandidaten kregen de opdracht om Nederlandse vocalisten te begeleiden die het nummer kwamen zingen dat zij – korter of langer geleden – ten gehore brachten op het Eurovisiesongfestival. Het Maestro-orkest was daartoe uitgebreid met het combo van Cor Bakker en achtergrondzangers. De kandidaten dirigeerden achtereenvolgens: Ruth Jacott met Vrede uit 1993 (Stefano Keizers), Waylon met Outlaw in 'em uit 2018 (Monic Hendrickx), OG3NE met Lights and shadows uit 2017 (Lucas Hamming), Edsilia Rombley met Hemel en aarde uit 1998 (Ria Bremer) en Duncan Laurence met Arcade uit 2019 (Tatum Dagelet). De orkestratie van de songfestivalnummers was verzorgd door componist en arrangeur Bob Zimmerman.
Aflevering vijf: "Opera". Iedere kandidaat dirigeerde twee stukken, een met een vocaal solist en een met het Nederlands Concertkoor. Zij dirigeerden achtereenvolgens: sopraan Francis van Broekhuizen met de aria Voi che sapete uit Le nozze di Figaro van Mozart (Tatum Dagelet), het Slavenkoor uit Nabucco van Verdi (Stefano Keizers), tenor Eric Reddet met de aria Nessun dorma uit Turandot van Puccini (Lucas Hamming), een van de Polovetzer dansen uit Prins Igor van Borodin (Monic Hendrickx), Francis van Broekhuizen met de aria Vissi d'arte uit Tosca van Puccini (Stefano Keizers), het slotkoor Die Strahlen der Sonne uit Die Zauberflöte van Mozart (Lucas Hamming), Eric Reddet met de aria La donna è mobile uit Rigoletto van Verdi (Monic Hendrickx) en de Mars van de toreadors uit Carmen van Bizet (Tatum Dagelet).
Aflevering zes, de eerste halve finale: "Reis om de wereld". Alle kandidaten kregen twee muziekstukken, waarbij zij zich moesten inleven in de cultuur van twee geheel verschillende landen. Zij dirigeerden achtereenvolgens: uit de Sovjet-Unie: ouverture tot de film The Gadfly van Sjostakovitsj (Monic Hendrickx), uit Oostenrijk: An der schönen blauen Donau, een Weense wals van Johann Strauss jr. (Tatum Dagelet), uit Frankrijk: Clair de lune uit de Suite bergamasque van Claude Debussy (Lucas Hamming), uit Italië: La Danza, een Napolitaanse tarantella uit Les soirées musicales van Rossini (Monic Hendrickx), uit Argentinië: Danza finale, een malambo-dans uit het ballet Estancia van Alberto Ginastera (Tatum Dagelet) en uit de Verenigde Staten: The Stars and Stripes Forever, een mars van John Philip Sousa (Lucas Hamming).
Aflevering zeven, de tweede halve finale. Alle kandidaten kregen twee muziekstukken: een modern symfonisch meesterwerk dat technisch complex is, en filmmuziek met een gastsolist. Zij dirigeerden achtereenvolgens: Gabriel's Oboe uit The Mission van Ennio Morricone, met hoboïste Pauline Oostenrijk (Monic Hendrickx), de finale van het Concert voor orkest van Béla Bartók (Tatum Dagelet), Una Mattina uit Intouchables van Ludovico Einaudi, met harpiste Lavinia Meijer (Lucas Hamming), De hut op kippenpoten overgaand in De grote poort van Kiev uit Schilderijen van een tentoonstelling van Modest Moessorgski (Monic Hendrickx), Danse infernal (Helse dans) uit het ballet De vuurvogel van Igor Stravinsky (Lucas Hamming) en het thema uit Schindler's List van John Williams, met violiste Rosanne Philippens (Tatum Dagelet).
Voorafgaand aan de finale waren de finalisten naar Wenen gereisd voor een onderzoek naar het leven van Beethoven.
Aflevering acht – de finale. Beide finalisten dirigeerden de vijfde symfonie (1808) van Beethoven en een stuk naar eigen keuze. Voor Lucas Hamming was dat het thema van de tv-serie Floris (1969) van Julius Steffaro; Monic Hendrickx koos voor het Dolorosa uit Stabat Mater (1736) van Pergolesi, met sopraan Aylin Sezer en countertenor Robert Kuizenga. Behalve de jury (J) gaven ook het orkest (O) en het publiek (P) punten. In afwachting van de publieksstemmen dirigeerden de afgevallen kandidaten Lange Frans, Jörgen Raymann, Natasja Froger, Ria Bremer, Stefano Keizers en Tatum Dagelet in estafette de Radetzkymars van Johann Strauss sr.

### Winnaar
Winnaar van Maestro 2019 werd Lucas Hamming. In de finale won hij met 137 tegen 113 punten.

## Seizoen 2021/2022
Het zesde seizoen van Maestro was vanaf zondagavond 5 december 2021 te zien op NPO 1. De opnamen vonden plaats in de Philharmonie in Haarlem. In tegenstelling tot voorgaande seizoen deden er in dit seizoen zeven kandidaten mee in plaats van acht. Ook werden de kandidaten vanwege de coronapandemie die in 2020 uitbrak dit seizoen niet begeleid door het Orkest van het Oosten, maar door een orkest dat bestond uit freelance musici, onder leiding van concertmeester Bas Treub. Nadat een nieuwe lockdown was ingegaan op 19 december 2021, was er bovendien geen publiek in de zaal, alleen naaste verwanten van de kandidaten.

### Deelnemers
In 2021 deden de volgende kandidaten mee:
- Plien van Bennekom
- Eva Cleven
- Pieter Jan Hagens
- Simone Kleinsma
- Bram Krikke
- Henk Spaan
- Sor

### Resultaten
| Positie | Naam               | Aflevering | Aflevering | Aflevering | Aflevering | Aflevering | Aflevering | Aflevering      |
| Positie | Naam               | 1          | 2          | 3          | 4          | 5          | 6          | 7*              |
| ------- | ------------------ | ---------- | ---------- | ---------- | ---------- | ---------- | ---------- | --------------- |
| 1       | Sor                | 21         | 21         | 22         | 29         | 50         | 52         | J55+O16+P72=143 |
| 2       | Simone Kleinsma    | 16†        | 24         | 21         | 27         | 49†        | 43†        | J56+O16+P28=100 |
| 3       | Plien van Bennekom | 22         | 23         | 19         | 26         | 52         | 43†        |                 |
| 4       | Eva Cleven         | 25         | 15†        | 23         | 21†        | 49†        |            |                 |
| 5       | Pieter Jan Hagens  | 13†        | 17         | 15†        | 12†        |            |            |                 |
| 6       | Bram Krikke        | 23         | 16         | 16†        |            |            |            |                 |
| 7       | Henk Spaan         | 17         | 11†        |            |            |            |            |                 |

Legenda:
 Kandidaat is nog in het spel.
 Kandidaat is afgevallen.
† Kandidaat stond in de gevarenzone.
*J=jury, O=orkest, P=publiek

### Afleveringen
Aflevering één was getiteld "De vuurdoop". De kandidaten kregen bladmuziek en bâton, bereidden zich zelfstandig voor, en werden zonder begeleiding voor het orkest gezet. Zij dirigeerden achtereenvolgens: The Sailor's Hornpipe uit de Fantasia on British Sea Songs van Henry Wood (Plien van Bennekom), Intocht der gladiatoren van Julius Fučík (Bram Krikke), In de hal van de Bergkoning uit de Peer Gyntsuite van Grieg (Pieter Jan Hagens), Danse macabre van Saint-Saëns (Eva Cleven), Badinerie uit de tweede orkestsuite van Bach (Henk Spaan), Hongaarse dans nummer 5 van Brahms (Sor) en de Minutenwals van Chopin (Simone Kleinsma).
Aflevering twee: "Basistechniek". De kandidaten kregen hun eerste coaching. Zij dirigeerden daarmee de volgende muziekstukken: de ouverture tot Le Nozze di Figaro van Mozart (Simone Kleinsma), de mars uit de opera De liefde voor de drie sinaasappels van Prokofjev (Henk Spaan), The Arrival of the Queen of Sheba uit het oratorium Solomon van Händel (Eva Cleven), Liebestraum No. 3 van Liszt (Bram Krikke), het thema uit Game of Thrones van Ramin Djawadi (Sor), Hedwig's Theme uit Harry Potter van John Williams (Plien van Bennekom) en de ouverture tot de opera Roeslan en Ljoedmila van Michail Glinka (Pieter Jan Hagens).
Aflevering drie: "Opera". Iedere kandidaat kreeg een opera-aria toegewezen, en een van de drie zangsolisten: sopraan Taylor Burgess, tenor Eric Reddet en sopraan Laetitia Gerards. Zij dirigeerden achtereenvolgens: Burgess met O mio babbino caro uit de opera Gianni Schicchi van Puccini (Pieter Jan Hagens), Reddet met Granada van Agustín Lara (Sor), Gerards met Lascia ch'io pianga uit de opera Rinaldo van Händel (Simone Kleinsma), Burgess met Somewhere uit de West Side Story van Leonard Bernstein (Eva Cleven), Reddet met E lucevan le stelle uit de opera Tosca van Puccini (Plien van Bennekom) en Gerards met Habanera uit de opera Carmen van Bizet (Bram Krikke).
Aflevering vier, op tweede kerstdag: "Kerstklassiekers". Achtereenvolgens: Troika uit de suite Luitenant Kijé van Prokofjev (Eva Cleven), A Christmas Festival van Leroy Anderson (Plien van Bennekom), ouverture tot de Notenkraker-suite van Tsjaikovski (Simone Kleinsma), Hallelujah uit de Messiah van Händel (Pieter Jan Hagens) en Sinfonia (Hirtenmusik) uit het Kerstoratorium van Bach (Sor).
In aflevering vijf dirigeerde iedere kandidaat twee stukken: een feestelijke klassieker, plus een opzwepend stuk uit de wereldmuziek samen met een instrumentaal solist. Sor dirigeerde de wals Frühlingsstimmen van Johann Strauss jr. en Libertango van Piazzolla met bandoneonist Santiago Cimadevilla. Simone Kleinsma dirigeerde Kamenetzer Bulgar van Israel J. Hochman met klarinettist Christian Dawid en Slavische dans no. 2 van Dvořák. Eva Cleven dirigeerde Alborada uit Capriccio Espagnol van Rimski-Korsakov en Arabian Waltz van Abou-Khalil met oedspeler Haytham Safia. Plien van Bennekom dirigeerde Csárdás van Vittorio Monti met cimbalist Dani Luca en de Feestouverture van Sjostakovitsj.
Aflevering zes: de halve finale. Iedere kandidaat dirigeerde twee stukken: een koorwerk uitgevoerd door Cappella Amsterdam, plus symfonisch vuurwerk als voorbereiding op de finale. Achtereenvolgens: Beethoven's cantate Glückliche Fahrt(koor) (Simone Kleinsma), de ouverture tot Der fliegende Holländer van Wagner (Sor), Vivaldi's Gloria RV 589(koor) (Plien van Bennekom), Orgía uit Las Danzas Fantásticas van Joaquín Turina (Simone Kleinsma), Lacrimosa uit Mozart's Requiem(koor) (Sor) en de fantasie-ouverture Romeo en Julia van Tsjaikovski (Plien van Bennekom).
Aflevering zeven: de finale. Beide kandidaten dirigeerden een stuk dat door het orkest op hen persoonlijk was geselecteerd, plus de gebruikelijke vijfde symfonie (1808) van Beethoven. De persoonlijke opdracht voor Sor was: deel 4 uit de negende symfonie (Uit de nieuwe wereld) van Dvořák – Simone Kleinsma werd belast met de ouverture tot Een Midzomernachtdroom van Mendelssohn. Om zich in te dekken tegen de mogelijkheid dat een der finalekandidaten op een ongelukkig moment ziek zou worden, had de organisatie Plien van Bennekom uitgenodigd om zich gereed te houden als eventuele invaller – zij had zich voorbereid met de ouverture tot La forza del destino van Giuseppe Verdi, die zij tijdens de aftertalk alsnog ten beste mocht geven.

### Winnaar
Winnaar van Maestro 2021/2022 werd Sor. In de finale won hij met 143 tegen 100 punten, zo goed als uitsluitend op basis van de publieksstemming, want de jury/orkest-waardering voor Sor (71) en Kleinsma (72) was nagenoeg gelijk.

## Seizoen 2023/2024
Het zevende seizoen van Maestro was vanaf zondagavond 3 december 2023 te zien op NPO 1. De opnamen vonden plaats in de Philharmonie in Haarlem. De kandidaten werden dit seizoen net als in het zesde seizoen begeleid door een orkest dat bestond uit freelance musici, onder leiding van concertmeester Bas Treub. 
Tijdens de optredens was dit seizoen gelijk het eigen commentaar van de kandidaten te horen. Dit nieuwe element leidde tot veel woede bij de kijkers. Ze vonden dit heel storend.Ook was er veel kritiek op de juryuitslagen in de afleveringen van 25 december 2023 en 8 januari 2024. In de aflevering van 25 december vonden de kijkers dat de jury veel te hoge cijfers gaf aan de kandidaten die minder goed presteerdenen in de aflevering van 8 januari vonden ze het oneerlijk dat Tjitske Reidinga veel te hoge cijfers kreeg van de jury en het orkest haar door liet gaan naar de halve finale terwijl zij minder goed presteerde dan Ammar Bozoglu die eveneens in de gevarenzone stond.
Op 31 december 2023 werd het programma niet uitgezonden vanwege Oudejaarsavond. 

### Deelnemers
In 2023 deden de volgende kandidaten mee:
- Ammar Bozoglu
- Pepijn Lanen
- Glodi Lugungu
- Roos Moggré
- Tjitske Reidinga
- Frédérique Spigt
- Chris Zegers

### Resultaten
| Positie | Naam             | Aflevering | Aflevering | Aflevering | Aflevering | Aflevering | Aflevering | Aflevering      |
| Positie | Naam             | 1          | 2          | 3          | 4          | 5          | 6          | 7*              |
| ------- | ---------------- | ---------- | ---------- | ---------- | ---------- | ---------- | ---------- | --------------- |
| 1       | Chris Zegers     | 18         | 25         | 23         | 23         | 46         | 49†        | J57+O18+P72=147 |
| 2       | Frédérique Spigt | 14         | 16         | 20†        | 24         | 47         | 51         | J52+O16+P28=96  |
| 3       | Tjitske Reidinga | 12         | 16         | 24         | 22         | 41†        | 42†        |                 |
| 4       | Ammar Bozoglu    | 15         | 12         | 24         | 20†        | 36†        |            |                 |
| 5       | Glodi Lugungu    | 14         | 23         | 26         | 16†        |            |            |                 |
| 6       | Pepijn Lanen     | 11†        | 10†        | 12†        |            |            |            |                 |
| 7       | Roos Moggré      | 10†        | 11†        |            |            |            |            |                 |

Legenda:
 Kandidaat is nog in het spel
 Kandidaat is afgevallen
† Kandidaat stond in de gevarenzone.
*J=jury, O=orkest, P=publiek

### Afleveringen
Aflevering één was getiteld "De vuurdoop". De kandidaten kregen bladmuziek en bâton, bereidden zich zelfstandig voor, en werden zonder begeleiding voor het orkest gezet. Zij dirigeerden achtereenvolgens: de ouverture tot de operette Leichte Kavallerie van Franz von Suppé (Chris Zegers), de wals Wiener Blut van Johann Strauss jr. (Ammar Bozoglu), de prelude uit Carmen van Bizet (Frédérique Spigt), Morgenstimmung uit de Peer Gyntsuite van Grieg (Roos Moggré), Hongaarse dans nr. 5 van Brahms (Pepijn Lanen), Pizzicato uit het ballet Sylvia van Delibes (Glodi Lugungu) en de Sabeldans uit Gayaneh van Chatsjatoerjan (Tjitske Reidinga). Niemand hoefde af te vallen in deze aflevering.
Aflevering twee: "Basistechnieken". De kandidaten kregen hun eerste coaching, en zij leerden het slaan van twee-, drie- en vierkwartsmaat van juryvoorzitter Ed Spanjaard. Zij dirigeerden daarmee de volgende muziekstukken: Don Quichot van Léon Minkus (Glodi Lugungu), 40e symfonie van Mozart (Frédérique Spigt), Cancan uit de opera Orphée aux Enfers van Offenbach (Ammar Bozoglu), Träumerei uit Kinderszenen van Robert Schumann (Tjitske Reidinga), Danza delle ore (Urendans) uit de opera La Gioconda van Amilcare Ponchielli (Roos Moggré), Salut d'amour van Edward Elgar (Chris Zegers) en Also sprach Zarathustra uit 2001: A Space Odyssey van Richard Strauss (Pepijn Lanen). Net als in de eerste aflevering stonden Roos Moggré en Pepijn Lanen in de gevarenzone. Pepijn werd nipt (52%) door het orkest gered; Roos viel af.
Aflevering drie: "Sprookjes". De kandidaten moesten muziek dirigeren die rondom een sprookje is gecomponeerd. Zij kregen successievelijk de volgende uitdagingen: De vlucht van de hommel uit de opera Tsaar Saltan van Rimski-Korsakov (Frédérique Spigt, die een record vestigde met twee valse starts), Le jardin féerique (de tovertuin) uit Mijn moeder de gans van Ravel (Ammar Bozoglu), Assepoester gaat naar het bal uit het ballet Cinderella van Prokofjev (Pepijn Lanen), het symfonisch gedicht Danse macabre van Saint-Saëns (Glodi Lugungu), wals uit Sneeuwstorm van Georgi Sviridov naar het gelijknamige verhaal van Poesjkin (Tjitske Reidinga) en De Tovenaarsleerling van Paul Dukas, bekend uit de film Fantasia (Chris Zegers). Pepijn Lanen stond ten derden male in de gevarenzone, nu met Frédérique Spigt. Ditmaal kon Pepijn zijn heenzending niet meer vermijden – het orkest verkoos Frédérique (86%).
Aflevering vier, op kerstavond: "Kersthits met zangsolist". Juryleden Ed Spanjaard (als dirigent) en Dominic Seldis (op contrabas) deden de aftrap met het Ave Maria van Schubert met gastjurylid Francis van Broekhuizen als solist. Iedere kandidaat kreeg een populaire kerstmelodie als opdracht, met ieder een andere solist. Frédérique dirigeerde Let It Snow! met Jim Bakkum; Ammar dirigeerde Have Yourself a Merry Little Christmas met Anita Meyer; Tjitske dirigeerde It's the Most Wonderful Time of the Year met Jeangu Macrooy; Glodi dirigeerde White Christmas met Edsilia Rombley; Chris, ten slotte, dirigeerde Santa Baby met Roxeanne Hazes. Ammar en Glodi kwamen in de gevarenzone – Glodi, die van het orkest 44% van de stemmen kreeg, viel af.
In aflevering vijf dirigeerde iedere kandidaat twee stukken: een symfonisch werk en een werk met een solist uit het Maestro-orkest. Ammar Bozoglu dirigeerde het Presto van de Zomer uit De vier jaargetijden van Vivaldi met violist en concertmeester Bas Treub en de Nocturne in Es van Chopin. Tjitske Reidinga dirigeerde Nimrod uit de Enigmavariaties van Elgar en het concert voor marimba en orkest van Emmanuel Séjourné met slagwerker Niek KleinJan op marimba. Chris Zegers dirigeerde het Trompetconcert van Haydn met trompettist Floris Onstwedder en The Great Lover uit de musical On the town van Bernstein. Frédérique Spigt dirigeerde De watergeest, een symfonisch gedicht van Dvořák en De Zwaan uit Het carnaval der dieren van Saint-Saëns met de Georgische celliste Ketevan Roinishvili. Tjitske en Ammar kwamen in de gevarenzone – het orkest verkoos met 55% Tjitske om door te gaan naar de halve finale.
Aflevering zes: de halve finale. Iedere kandidaat dirigeerde twee stukken: een koorwerk uitgevoerd door het Nederlands Concertkoor, plus symfonisch vuurwerk als voorbereiding op de finale. Achtereenvolgens: O Fortuna uit Carmina Burana van Orff(koor) (Chris Zegers), het Allegro molto uit de Danssuite van Bartók (Frédérique Spigt), het openingskoor uit de opera De verkochte bruid van Smetana(koor) (Tjitske Reidinga), Het gevecht uit het ballet Romeo en Julia van Prokofjev (Chris Zegers), het Ave verum corpus van Mozart(koor) (Frédérique Spigt) en de Walkurenrit uit de opera Die Walküre van Wagner (Tjitske Reidinga). Tjitske en Chris kwamen in de gevarenzone – het orkest verkoos met 88% Chris om door te gaan naar de finale.
Aflevering zeven: de finale. De twee overgebleven kandidaten openden het spektakel met een duo-directie: ieder op een eigen bok en met een half orkest brachten zij een kunstig gearrangeerde vermenging van Beethovens Ode an die Freude uit Symfonie nr. 9 (Frédérique Spigt) en de Bolero van Ravel (Chris Zegers). Voor de eigenlijke krachtmeting waren zij belast met een stuk dat door het orkest op hen persoonlijk was geselecteerd, plus de gebruikelijke vijfde symfonie (1808) van Beethoven. De persoonlijke opdracht voor Frédérique was: het romantische derde deel (poco allegretto) uit de derde symfonie van Brahms – Chris werd belast met het spektaculaire Jupiter, een van de zeven delen van de suite The Planets van Gustav Holst. Ook de traditionele estafette met de Radetzkymars van Strauss door de afgevallen kandidaten werd weer gehouden.

### Winnaar
Winnaar van Maestro 2023/2024 werd Chris Zegers. In de finale won hij met 147 tegen 96 punten van Frédérique Spigt. Deze keer waren de jury (57–52), het orkest (18–16) en het publiek (72–28) het met elkaar eens. Als uitsmijter dirigeerde Chris de ouverture tot Wilhelm Tell van Rossini.

## Dirigeren doe je zo
Naast de afleveringen op televisie kon men, tijdens het eerste seizoen, via een webcursus zelf leren dirigeren. De cursus werd gepresenteerd door Roland Kieft. In vijf afleveringen legde hij aan de hand van simpele oefeningen de basistechniek van het dirigeren uit.

## Maestro Masterclass
Tijdens het tweede seizoen van Maestro werd de "Maestro Masterclass" georganiseerd. Hierbij leerden drie onbekende Nederlanders dirigeren met de Maestro-coach Micha Hamel. Zij studeerden de Danse macabre van Camille Saint-Saëns in en voerden dit stuk samen met het Balletorkest uit.

## Internationaal
- Er zijn ook reeksen van het programma gemaakt in Noorwegen (2010 en 2020) en Zweden (2001 en 2013).[12][13] Van de vier landen die het uitzonden/uitzenden is Nederland met zeven seizoenen het meest succesvol.